# Formazione ed evoluzione del sistema solare

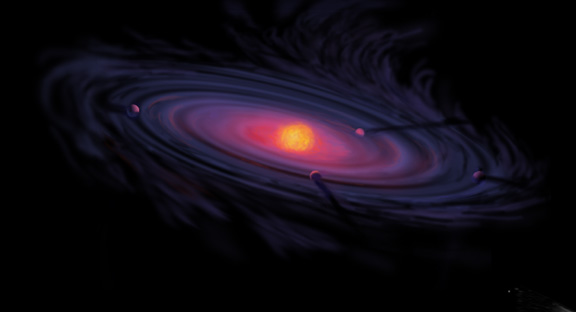
Elaborazione artistica raffigurante un disco protoplanetario

Le ipotesi riguardanti la formazione e l'evoluzione del Sistema Solare sono varie e investono numerose discipline scientifiche, dall'astronomia alla fisica, alla geologia. Molte nei secoli sono state le teorie proposte per l'origine del sistema solare, è tuttavia dal XVIII secolo che iniziano a prendere forma le teorie moderne. L'inizio dell'era spaziale, le immagini di altri pianeti del sistema solare, i progressi nella fisica nucleare e nell'astrofisica hanno contribuito a modellare le attuali teorie sull'origine e sul destino del sistema solare.

## Formazione iniziale

### L'ipotesi nebulare

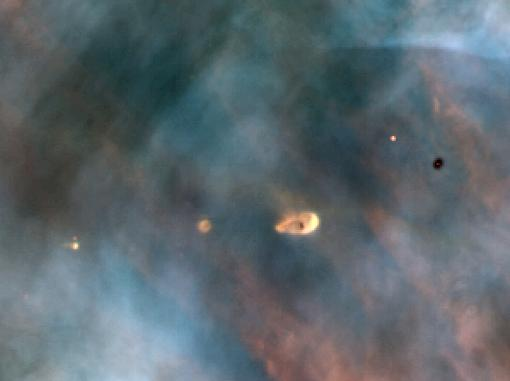
Un disco protoplanetario in formazione nella nebulosa di Orione

L'ipotesi sull'origine del sistema solare che gode di maggior credito è quella cosiddetta nebulare, proposta inizialmente da Immanuel Kant nel 1755 e indipendentemente da Pierre-Simon Laplace. La teoria nebulare afferma che il sistema solare abbia avuto origine da un collasso gravitazionale di una nube gassosa. Si calcola che la nebulosa avesse un diametro di circa 100 au e una massa circa 2-3 volte quella del Sole. Si ipotizza inoltre che una forza interferente (probabilmente una vicina supernova) abbia compresso la nebulosa spingendo materia verso il suo interno e innescandone il collasso. Durante il collasso la nebulosa ha iniziato a ruotare più rapidamente (secondo la legge di conservazione del momento angolare) e a riscaldarsi. Col procedere dell'azione della gravità, della pressione, dei campi magnetici e della rotazione la nebulosa si sarebbe appiattita in un disco protoplanetario con una protostella al suo centro in via di contrazione.
La teoria prosegue ipotizzando che da questa nube di gas e polveri si formarono i diversi pianeti. Si stima che il sistema solare interno fosse talmente caldo da impedire la condensazione di molecole volatili quali acqua e metano. Vi si formarono pertanto dei planetesimi relativamente piccoli (fino allo 0,6% della massa del disco) e formati principalmente da composti ad alto punto di fusione, quali silicati e metalli. Questi corpi rocciosi si sono evoluti successivamente nei pianeti di tipo terrestre. Più esternamente, oltre la frost line, si svilupparono invece i giganti gassosi Giove e Saturno, mentre Urano e Nettuno catturarono meno gas e si condensarono attorno a nuclei di ghiaccio.
Grazie alla loro massa sufficientemente grande i Giganti gassosi hanno trattenuto l'atmosfera originaria sottratta alla nebulosa mentre i pianeti di tipo terrestre l'hanno perduta. L'atmosfera di questi ultimi è frutto di vulcanismo, impatti con altri corpi celesti e, nel caso della Terra, l'evoluzione della vita.
Secondo questa teoria dopo cento milioni di anni la pressione e la densità dell'idrogeno nel centro nella nebulosa divennero grandi a sufficienza per avviare la fusione nucleare nella protostella. Il vento solare prodotto dal neonato Sole spazzò via i gas e le polveri residui del disco allontanandoli nello spazio interstellare e fermando così il processo di crescita dei pianeti.

### Problemi dell'ipotesi nebulare
Uno dei problemi è posto dal momento angolare. Con la concentrazione della grande maggioranza della massa del disco al suo centro, anche il momento angolare avrebbe dovuto concentrarsi allo stesso modo, invece la velocità di rotazione del Sole è inferiore a quanto previsto dal modello teorico e i pianeti, pur rappresentando meno dell'1% della massa del sistema solare, contribuiscono a oltre il 90% del momento angolare totale. Una possibile spiegazione è che la rotazione del nucleo centrale della nebulosa sia stata rallentata dall'attrito con gas e polveri.
Anche i pianeti "al posto sbagliato" sono un problema per il modello a nebulosa. Urano e Nettuno si trovano in una regione in cui la loro formazione è poco probabile, data la ridotta densità della nebulosa a tale distanza dal centro. Si introduce pertanto una successiva ipotesi secondo la quale le interazioni tra la nebulosa ed i planetesimi avrebbero prodotto dei fenomeni di migrazione planetaria.
Anche alcune proprietà dei pianeti pongono problemi. L'ipotesi della nebulosa prevede necessariamente che tutti i pianeti si formino esattamente sul piano dell'eclittica, invece le orbite dei pianeti presentano tutte delle inclinazioni (anche se piccole) rispetto a tale piano.
Inoltre questa prevede che sia i pianeti giganti sia le loro lune, siano tutti allineati al piano dell'eclittica. Al contrario di quanto prevede la teoria, le osservazioni mostrano che la maggior parte dei pianeti giganti ha un'apprezzabile inclinazione assiale, Urano ha addirittura una notevole inclinazione (98°) che fa sì che il pianeta "rotoli" sulla sua orbita.
Un ulteriore elemento di incongruenza tra teoria ed osservazione è dato dalle grandi dimensioni della Luna terrestre e le orbite irregolari di altri satelliti che sono incompatibili col modello a nebulosa. Per giustificare la teoria si introduce un'ulteriore ipotesi secondo la quale tali discrepanze siano il frutto di avvenimenti accaduti successivamente alla nascita del sistema solare. 

## Una stima dell'età
Attraverso misure radiometriche su delle meteoriti alcuni ricercatori hanno stimato che l'età del sistema solare sia di circa 4,5 miliardi di anni.
Le più vecchie rocce della Terra sono vecchie circa 3,9 miliardi di anni. Rocce di questa età sono rare dato che la superficie terrestre è soggetta ad un continuo rimodellamento dovuto a erosione, vulcanismo e movimento delle placche continentali.
Vista la difficoltà di reperire rocce la cui età sarebbe compatibile, per stimare l'età del sistema solare si studiano le meteoriti che sono precipitate sul pianeta: affinché l'età della terra sia databile con questo metodo è necessario che abbia la medesima età delle rocce spaziali.
Diventa quindi necessario ipotizzare che queste si siano formate nelle prime fasi di condensazione della nebulosa solare, contemporaneamente ai pianeti, e che non si siano formate successivamente e non siano pervenute dall'esterno del sistema. Le meteoriti più vecchie (come quella di Canyon Diablo) sono state datate 4,6 miliardi di anni, pertanto questo è un limite inferiore dell'età del sistema solare.

## Evoluzione successiva
Fino alla fine del XX secolo si è pensato che i pianeti occupino oggi orbite simili e vicine a quelle che avevano in origine; questa visione è andata cambiando radicalmente in tempi recenti e si pensa che l'aspetto del sistema solare alle sue origini fosse molto diverso da quello attuale.

Si ipotizza oggi che i corpi presenti nel sistema solare interno alla fascia degli asteroidi con massa non inferiore a quella di Mercurio fossero cinque (e non gli attuali quattro), che il sistema solare esterno fosse più compatto di com'è oggi e che la fascia di Kuiper occupasse un'orbita più distante dell'attuale.
Gli impatti tra corpi celesti, ancorché rari sulla scala dei tempi della vita umana, sono considerati una parte essenziale dello sviluppo e dell'evoluzione del sistema solare. Oltre all'impatto da cui si ipotizza abbia avuto origine la Luna terrestre, anche il sistema Plutone-Caronte si pensa derivi da un impatto tra oggetti della fascia di Kuiper. Esempi recenti di collisioni sono lo schianto della cometa Shoemaker-Levy 9 su Giove nel 1994 ed il cratere Meteor Crater che si trova in Arizona.

### Sistema solare interno
Stando alle ipotesi che godono attualmente di maggior credito, il sistema solare interno fu teatro di un gigantesco impatto tra la Terra ed un corpo di massa analoga a quella di Marte (il "quinto corpo" cui si è accennato in precedenza, chiamato Theia). Da tale impatto si formò la Luna. Si ipotizza che tale corpo si sia formato in uno dei punti lagrangiani stabili del sistema Terra-Sole (L4 o L5) e sia nel tempo andato alla deriva.

### Fascia degli asteroidi
Secondo l'ipotesi della nebulosa la fascia degli asteroidi conteneva inizialmente una quantità di materia più che sufficiente per formare un pianeta, tuttavia i planetesimi che vi si formarono non poterono fondersi in un unico corpo a causa dell'interferenza gravitazionale prodotta da Giove venutosi a formare prima. Allora come oggi le orbite dei corpi nella fascia degli asteroidi sono in risonanza con Giove, tale risonanza causò la fuga di numerosi planetesimi verso lo spazio esterno e impedì agli altri di consolidarsi in un corpo massiccio. Sempre secondo questa ipotesi gli asteroidi osservati oggi sono i residui dei numerosi planetesimi che si sarebbero formati nelle prime fasi della nascita del sistema solare.
L'effetto di Giove avrebbe scalzato dall'orbita la maggior parte della materia contenuta originalmente nell'orbita della fascia e la massa degli asteroidi residui oggi è circa 2,3×1021 kg. La perdita di massa sarebbe stato il fattore cruciale che impedì agli oggetti della fascia degli asteroidi di consolidarsi in un pianeta. Gli oggetti di grande massa hanno un campo gravitazionale sufficiente ad impedire la perdita di grandi quantità di materia in seguito ai violenti impatti con altri corpi celesti (i frammenti ricadono sulla superficie del corpo principale). I corpi più massicci della fascia degli asteroidi non sarebbero stati invece sufficientemente grandi: le collisioni li hanno frantumati ed i frammenti sono sfuggiti alla reciproca attrazione gravitazionale. La prova delle avvenute collisioni è osservabile nelle piccole lune che orbitano attorno agli asteroidi più grandi che possono essere considerati frammenti la cui energia non è stata sufficiente per poterli separare dal corpo principale.

### I pianeti esterni
Secondo l'ipotesi della formazione planetaria Urano e Nettuno si trovano nel "posto sbagliato", in quanto è altamente improbabile che a quella distanza dal centro della nebuola solare ci fosse abbastanza materia per poter accrescere un pianeta gigante. Teorie come il modello di Nizza e l'ipotesi della grande virata suggeriscono che la parte esterna del sistema solare sia stata foggiata dalle migrazioni planetarie.
Molti degli oggetti della fascia di Kuiper furono scagliati verso il sistema solare interno da Saturno, Urano e Nettuno, mentre Giove spesso spinse questi oggetti fuori dal sistema solare. Come risultato di queste interazioni Giove migrò su orbite più strette verso il Sole, mentre Saturno, Urano e Nettuno migrarono verso l'esterno. Un grande passo per la comprensione di come tali fenomeni abbiano modellato il sistema solare esterno è avvenuto nel 2004, quando nuove simulazioni computerizzate hanno mostrato che se Giove avesse compiuto meno di due rivoluzioni attorno al Sole nel tempo in cui Saturno ne compie una, la migrazione dei due pianeti avrebbe portato a orbite in risonanza 2:1 in cui il periodo di rivoluzione di Giove diventa esattamente la metà di quello di Saturno. Questa risonanza avrebbe avuto inoltre l'effetto di spingere Urano e Nettuno su orbite molto ellittiche, con un 50% di probabilità che questi si scambiassero di posto. Il pianeta più esterno (Nettuno) sarebbe quindi stato spinto ulteriormente verso l'esterno, dentro l'orbita occupata allora dalla fascia di Kuiper.
Le interazioni tra i pianeti e la fascia di Kuiper successive allo stabilirsi della risonanza 2:1 tra Giove e Saturno possono spiegare le caratteristiche orbitali e le inclinazioni assiali dei pianeti giganti più esterni. Urano e Saturno occupano le loro posizioni attuali per via della loro reciproca interazione e dell'interazione con Giove, mentre Nettuno occupa l'orbita attuale perché è su quella interagente con la fascia di Kuiper.
La dispersione degli oggetti della fascia di Kuiper può spiegare il bombardamento dei corpi del sistema solare interno avvenuto circa 4 miliardi di anni fa.

### Fascia di Kuiper e nube di Oort
La teoria procede dicendo che la fascia di Kuiper fu inizialmente una regione esterna occupata da corpi ghiacciati dalla massa insufficiente per potersi consolidare in un pianeta. In origine il suo bordo interno era appena oltre l'orbita del più esterno tra Urano e Nettuno, all'epoca della loro formazione (probabilmente tra le 10 au e le 15 au). Il suo bordo esterno era a una distanza di circa 30 au. Gli oggetti della fascia che entrarono nel sistema solare esterno causarono le migrazioni dei pianeti.
La risonanza orbitale 2:1 tra Giove e Saturno spinse Nettuno dentro la fascia di Kuiper, provocando la dispersione di numerosi dei suoi corpi. Molti di essi furono spinti verso l'interno fino ad interagire con la gravità gioviana che spesso li spinse su orbite molto ellittiche e a volte fuori dal sistema solare. Gli oggetti spinti sulle orbite altamente ellittiche sono quelli che formano la nube di Oort. Alcuni oggetti spinti verso l'esterno da Nettuno formano la porzione del "disco disperso" degli oggetti della fascia di Kuiper.

### Satelliti naturali
La maggior parte dei pianeti del sistema solare possiede delle lune. La loro formazione può spiegarsi con una di tre possibili cause:
- formazione contemporanea al pianeta dalla condensazione di un disco proto-planetario (tipica dei giganti gassosi),
- formazione da frammenti da impatto (con un impatto sufficientemente violento ad un angolo poco profondo),
- cattura di un oggetto vicino.

I giganti gassosi hanno un sistema di lune interne originatesi dal disco proto-planetario. Lo dimostrano le grandi dimensioni di tali lune e la loro vicinanza al pianeta - queste proprietà sono incompatibili con la cattura, mentre la natura gassosa dei pianeti giganti rende impossibile la formazione di satelliti per condensazione di frammenti da impatto. Le lune esterne dei giganti gassosi sono invece piccole, con orbite molto ellittiche e dalle varie inclinazioni, questo fa pensare che si tratti di satelliti catturati dal campo gravitazionale del pianeta.
Per i pianeti interni e per gli altri corpi del sistema solare, la collisione sembra essere il meccanismo principale per la formazione di satelliti, in cui una parte consistente del materiale planetario, espulsa dalla collisione, finisce in orbita attorno al pianeta e si condensa in una o più lune. La Luna terrestre si pensa essere originata da un evento simile.
Dopo la loro formazione, i sistemi satellitari continuano ad evolvere, l'effetto più comune è la modifica dell'orbita dovuta alle forze di marea. L'effetto è dovuto al rigonfiamento che la gravità del satellite crea nell'atmosfera e negli oceani del pianeta (e in misura minore anche nel corpo solido stesso). Se il periodo di rotazione del pianeta è inferiore a quello di rivoluzione della luna, il rigonfiamento precede il satellite e la sua gravità causa un'accelerazione del satellite che tende ad allontanarsi lentamente dal pianeta (è il caso della Luna); se invece la luna orbita più rapidamente di quanto il pianeta ruoti su se stesso o se ha un'orbita retrograda attorno al pianeta, allora il rigonfiamento segue il satellite e ne causa il rallentamento, provocando un restringimento dell'orbita nel tempo. La luna marziana di Fobos sta lentamente avvicinandosi a Marte per questa ragione.
Un pianeta può creare a sua volta un rigonfiamento nella superficie del satellite, questo rallenta la rotazione della luna fino a quando il periodo di rotazione e di rivoluzione coincidono. In tal caso, la luna mostrerà al pianeta sempre la stessa faccia. È il caso della Luna terrestre e di molti altri satelliti del sistema solare, tra cui la luna di Giove, Io. Nel caso di Plutone e Caronte, sia il pianeta che il satellite sono legati l'uno all'altro da forze di marea.

## Futuro

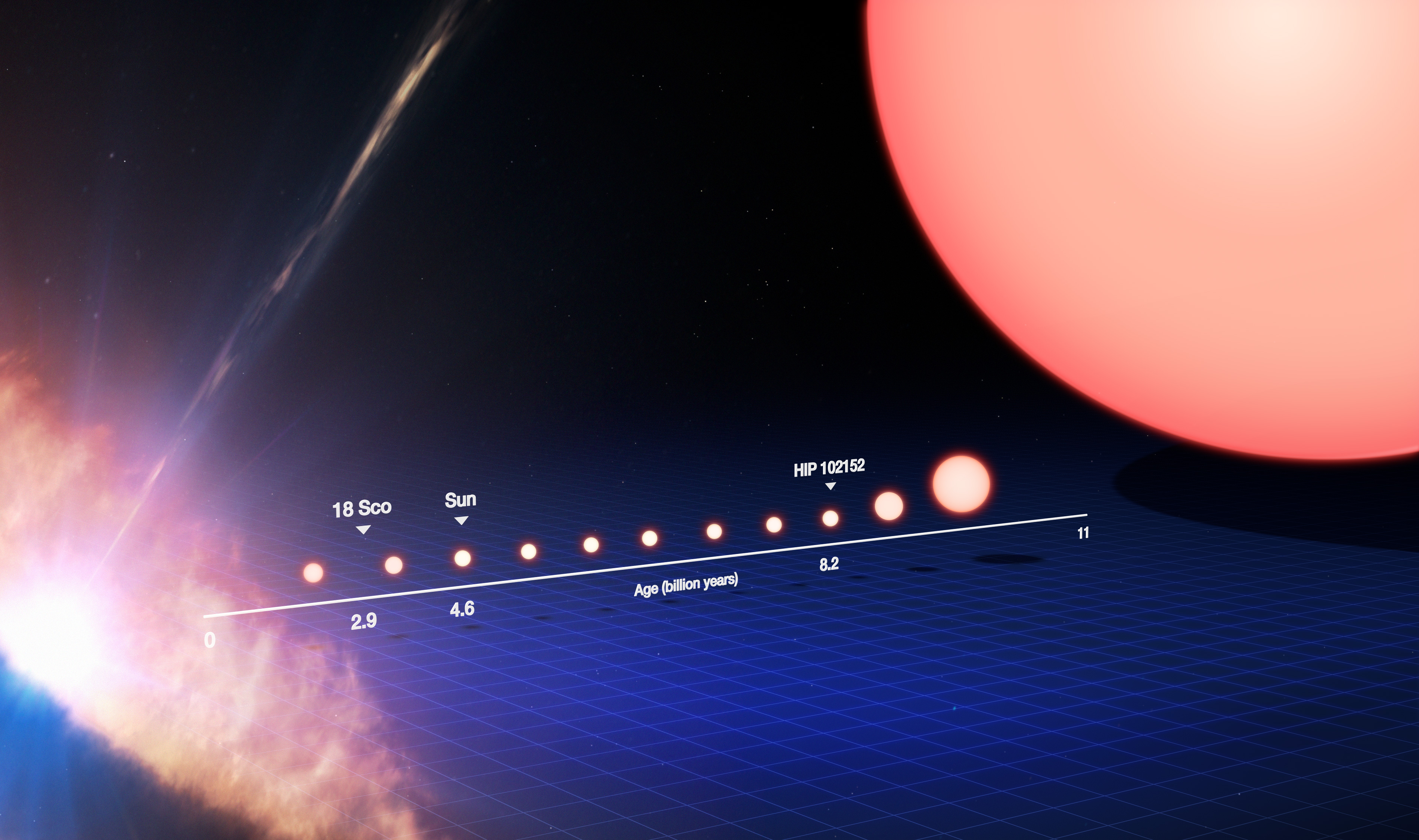
Ciclo vitale di una stella simile al Sole, dalla sua formazione allo stadio di gigante rossa.

Escludendo qualche fenomeno imprevisto, si ipotizza che il sistema solare come lo conosciamo oggi durerà per altri 5 miliardi di anni circa. Via via che l'idrogeno al centro del Sole andrà esaurendosi, la zona interessata dalle reazioni nucleari tenderà a spostarsi progressivamente in una shell più esterna all'ormai inerte nucleo di elio, che invece inizierà a restringersi innalzando la temperatura e incrementando la velocità della fusione nel "guscio" circostante. Ciò farà lentamente crescere il Sole sia in dimensioni che in temperatura superficiale, e perciò anche in splendore. Quando il Sole avrà aumentato gradualmente la propria luminosità di circa il 10% oltre i livelli attuali, tra circa 1 miliardo di anni, l'aumento di radiazione renderà la superficie della Terra inabitabile a causa del calore e dalla perdita di anidride carbonica, che impedirà la fotosintesi delle piante, mentre la vita potrà ancora resistere negli oceani più profondi. In questo periodo è possibile che la temperatura della superficie di Marte aumenti gradualmente e l'anidride carbonica e l'acqua attualmente congelate sotto la superficie del suolo vengano liberate nell'atmosfera creando un effetto serra in grado di riscaldare il pianeta fino ad ottenere condizioni paragonabili a quelle odierne della Terra e fornendo una futura dimora potenziale per la vita. In circa 3,5 miliardi di anni, quando il Sole avrà incrementato il proprio splendore del 40% rispetto a quello odierno, le condizioni climatiche della Terra saranno simili a quelle che oggi caratterizzano Venere: gli oceani saranno evaporati, l'atmosfera attuale si sarà dispersa poiché l'alta temperatura avrà aumentato il grado di agitazione termica delle molecole del gas consentendo loro di raggiungere la velocità di fuga e di conseguenza la vita - nelle forme che oggi conosciamo - sarà impossibile.

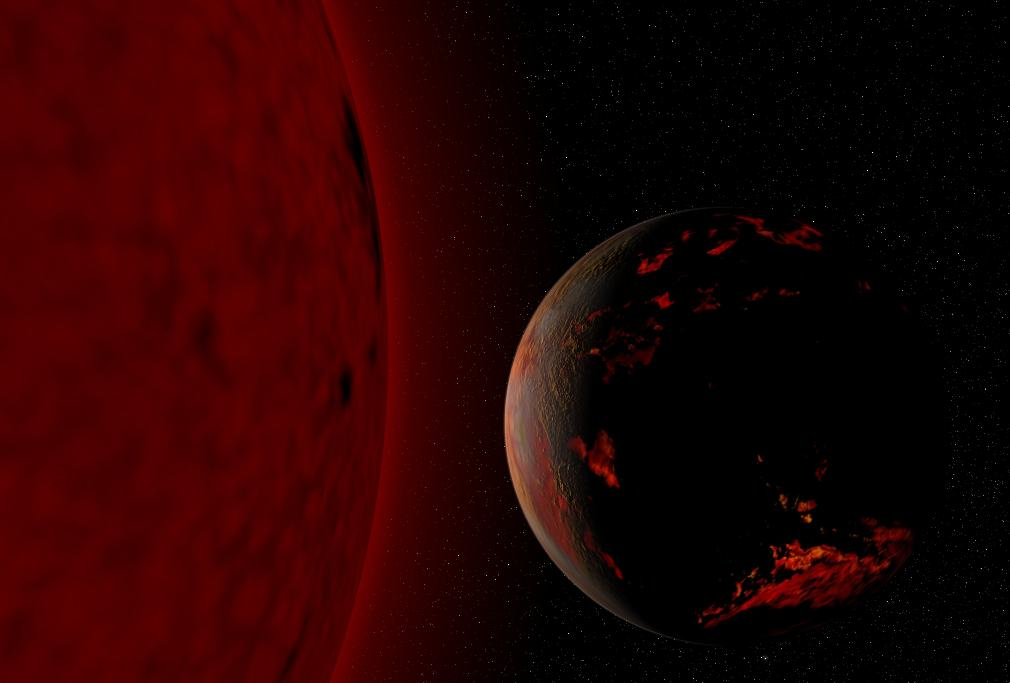
Immagine di fantasia della Terra bruciata dopo che il Sole sarà entrato nella fase di gigante rossa, fra sette miliardi di anni.

In circa 5,4 miliardi di anni, il Sole terminerà le riserve di idrogeno, il nucleo di elio proseguirà il collasso mentre il guscio esterno in cui continuerà a venire combusto l'idrogeno spingerà verso l'esterno, facendo dilatare e raffreddare la superficie della nostra stella. Il Sole si sarà quindi avviato verso l'instabile fase di gigante rossa, nel corso della quale sarà caratterizzato da immani dimensioni e una relativamente bassa temperatura fotosferica, caratteristica quest'ultima che gli conferirà un colore tendente al rosso. Il percorso verso tale stadio evolutivo sarà più evidente quando il Sole, tra circa 6,4 miliardi di anni, avrà triplicato la sua luminosità rispetto al valore attuale e raffreddato la sua superficie fino a circa 5000 K. A distanza di 11,7-12,21 miliardi d'anni dall'inizio della sua sequenza principale, il Sole manifesterà uno splendore 300 volte quello di oggi e una temperatura superficiale di 4000 K. La dilatazione continuerà ad un ritmo più rapido ed in circa 7,59 miliardi di anni da oggi il Sole si sarà espanso fino ad assumere un raggio 256 volte quello attuale (1,2 UA) e una luminosità 2700 volte quella attuale, mentre la sua temperatura superficiale si sarà abbassata a 2600 K. Con l'espansione del Sole, Mercurio e Venere verranno inghiottiti. Il destino della Terra e forse di Marte è possibile che sia il medesimo, anche se ci sono alcuni studi che parlano di un allontanamento delle orbite planetarie dal Sole a causa della graduale perdita di massa di quest'ultimo. Durante questo periodo è possibile che corpi esterni in orbita attorno alla Fascia di Kuiper, su cui è presente ghiaccio, ad esempio Plutone e Caronte, possano raggiungere condizioni ambientali compatibili con quelle richieste dalla vita umana.

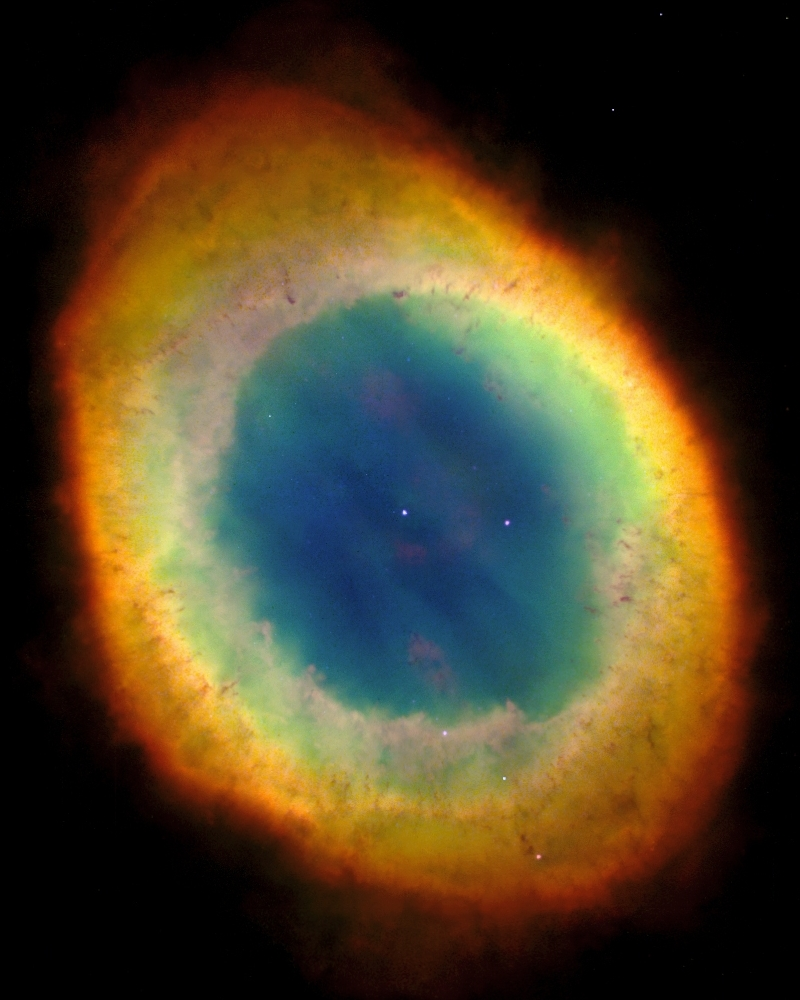
La Nebulosa anello, una nebulosa planetaria simile a quella in cui il Sole si evolverà

Successivamente l'elio prodotto nel guscio cadrà nel nucleo della stella aumentandone la massa e la densità fino a che la temperatura non raggiungerà i 100 milioni di K, sufficienti per innescare la fusione dei nuclei di elio in nuclei di carbonio e ossigeno in quello che gli astronomi definiscono flash dell'elio. A questo punto il Sole dovrebbe contrarsi a una dimensione poco maggiore dell'attuale e consumare il proprio elio per circa altri 100 milioni di anni, in un nucleo avvolto da una sottile shell in cui seguiterà a bruciare l'idrogeno. Tale fase è detta del ramo orizzontale, in riferimento alla disposizione del diagramma H-R. Quando nel nucleo finirà anche l'elio, il Sole risponderà con una nuova contrazione, che causerà l'innesco della fusione dell'elio e dell'idrogeno in due strati esterni attorno al nucleo di carbonio ed ossigeno. Questo determinerà un ulteriore periodo di espansione in gigante rossa, nel corso del quale la stella consumerà l'elio e l'idrogeno negli strati più esterni per altri 100 milioni di anni. Entro 8 miliardi di anni il Sole sarà divenuto una gigante rossa AGB con dimensioni circa 100 volte quelle attuali, arrivando probabilmente a lambire l'orbita della Terra e a fagocitare il nostro pianeta. Dopo appena 100.000 anni, il Sole si lascerà sfuggire la sua rarefatta atmosfera, che avvolgendo il nucleo centrale si disperderà lentamente nello spazio interplanetario sotto forma di "supervento", dando origine a quella che si definisce una nebulosa planetaria.
Sarà una transizione relativamente tranquilla, niente di paragonabile a una supernova, dato che la massa del nostro Sole è ampiamente insufficiente per arrivare a quel livello. Se vi saranno ancora terrestri per osservare il fenomeno, registreranno un massiccio incremento del vento solare, ma senza che questo provochi la distruzione del pianeta (se ancora esisterà).
Ciò che infine resterà del Sole (il nucleo di carbonio e ossigeno) sarà una nana bianca, un oggetto straordinariamente caldo e denso, di massa circa metà di quella originale, ma compressa in un volume simile a quello della Terra. Visto dalla Terra apparirà come un punto di luce grande poco più di Venere ma dalla luminosità di centinaia di soli.
Con la morte del Sole verrà indebolita la sua attrazione gravitazionale sugli altri oggetti del sistema solare; le orbite di Marte e degli altri corpi andranno espandendosi. La configurazione finale del sistema solare sarà raggiunta quando il Sole avrà completato la sua trasformazione in nana bianca: se la Terra e Marte esisteranno ancora, saranno, rispettivamente, su orbite approssimativamente simili a quelle a 1,85 e a 2,80 UA dal Sole. Dopo altri due miliardi di anni il nucleo del Sole, ricco di carbonio, inizierà a cristallizzare, trasformandosi in un diamante di dimensioni planetarie, destinato a spegnersi e cessare di splendere in qualche altro miliardo di anni, diventando una nana nera, ovvero una stella raffreddatasi a tal punto da risultare invisibile, al momento inesistente perché l'universo è troppo giovane per averne consentito il ciclo stellare.

## Storia delle ipotesi sulla formazione del sistema solare
Verso la fine del XIX secolo l'ipotesi della nebulosa di Kant-Laplace fu criticata da James Clerk Maxwell, che sosteneva l'impossibilità della materia di collassare a formare pianeti coesi se la materia fosse stata distribuita in un disco attorno al Sole, per via delle forze indotte dalla rotazione differenziale. Un'altra obiezione era il momento angolare del Sole, inferiore a quanto previsto dal modello di Kant-Laplace. Per molti decenni la maggior parte degli astronomi preferì l'ipotesi della "mancata collisione", ovvero della formazione dei pianeti a partire dalla materia che una stella in transito vicino al Sole avrebbe perso e avrebbe strappato al Sole per azione reciproca delle loro forze di marea.
Furono avanzate obiezioni anche all'ipotesi della "mancata collisione" e, durante gli anni quaranta i modelli matematici a sostegno dell'ipotesi nebulare furono migliorati e convinsero la comunità scientifica. Nella versione modificata si assunse che la massa della protostella fosse maggiore e la discrepanza di momento angolare attribuita alle forze magnetiche, ovvero alle onde di Alfvén, attraverso cui il neonato Sole trasferisce parte del suo momento angolare al disco protoplanetario e ai planetesimi, come osservato avvenire in alcune stelle, per esempio T Tauri.
Negli anni cinquanta il russo Immanuil Velikovskij pubblicò il libro "Mondi in collisione", ripreso molto tempo dopo dall'americano John Ackerman. I due ricercatori hanno proposto un controverso modello secondo il quale il sistema solare avrebbe avuto origine da un impatto di enorme potenza sul pianeta Giove.
Il modello della nebulosa riveduto e corretto fu basato interamente su osservazioni condotte sui corpi del nostro sistema solare, in quanto l'unico conosciuto fino a metà degli anni '90. Non si era del tutto certi della sua applicabilità ad altri sistemi planetari, benché la comunità scientifica fosse ansiosa di verificare il modello a nebulosa trovando nel cosmo altri dischi protoplanetari o persino pianeti extrasolari.
Nebulose stellari e dischi protoplanetari sono stati osservati nella nebulosa di Orione e in altre regioni di formazione delle stelle grazie al telescopio spaziale Hubble. Alcuni di questi dischi hanno diametri maggiori di 1000 au.
Nel gennaio 2006 risultano scoperti 180 pianeti extrasolari, che hanno riservato numerose sorprese. Il modello della nebulosa ha dovuto essere rivisto per spiegare le caratteristiche di questi sistemi planetari. Non c'è consenso su come spiegare la formazione degli osservati pianeti giganti su orbite molto vicine alla loro stella ("hot Jupiters"), anche se tra le ipotesi possibili vi sono la migrazione planetaria e il restringimento dell'orbita dovuto ad attrito con i residui del disco protoplanetario.
In tempi recenti è stato sviluppato un modello alternativo basato sulla cattura gravitazionale, che nelle intenzioni dei suoi propugnatori dovrebbe spiegare alcune caratteristiche del sistema solare non spiegate dalla teoria della nebulosa.